# قلعه خیرآباد
قلعه خیرآباد در شهرستان ورامین، روستای خیرآباد واقع شده و این اثر در تاریخ ۱۱ شهریور ۱۳۸۲ با شمارهٔ ثبت ۹۸۸۷ به‌عنوان یکی از آثار ملی ایران به ثبت رسیده است.